# Thomas Dennstedt
Thomas Dennstedt (* 12. Januar 1959 in Leipzig) ist ein ehemaliger deutscher Fußballspieler. In der höchsten Spielklasse des DDR-Fußballs, der Oberliga, spielte er für den 1. FC Lokomotive Leipzig und die BSG Stahl Riesa. In seinem einzigen Länderspiel für die DDR-A-Nationalelf stand der Leipziger Verteidiger 67 Minuten auf dem Feld.

## Sportliche Laufbahn
Bevor Dennstedt 1969 zum 1. FC Lokomotive Leipzig kam, hatte er bereits in der Kindermannschaft der Armeesportgemeinschaft Vorwärts Leipzig Fußball gespielt. Im letzten Spieljahr der Juniorenoberliga vor ihrer bis 1983 andauernden Auflösung, holte sich Dennstedt an der Seite von Matthias Liebers, Andreas Treske und René Müller im Frühjahr 1976 den DDR-Meistertitel.
Als Juniorenspieler des 1. FC Lok gehörte Dennstedt zwischen 1975 und 1977 zum Kader der Juniorennationalmannschaft, in der er mit 35 Länderspielen zur Spitze seines Jahrgangs gehörte. Für das UEFA-Juniorenturnier, die inoffizielle Europameisterschaft im U-18-Bereich, konnte sich die DDR während Dennstedts Zugehörigkeit zur Juniorenauswahl nicht qualifizieren. Bei den Jugendwettkämpfen der Freundschaft in Nordkorea belegte der Leipziger im Sommer 1975 mit der ostdeutschen U-18 den 5. Platz. 1976 gelang beim Turnier der staatssozialistischen Länder in Bulgarien, in dem Dennstedt wieder in der Innenverteidigung auflief, nur der 8. Rang.
Von Mai 1978 bis Oktober 1981 absolvierte er 21 Länderspiele in der Nachwuchsauswahl. Mit der DFV-Vertretung, damals von Bernd Stange betreut, wurde der Lok-Akteur 1980 in der U-21-EM nach den beiden Finalspielen gegen die UdSSR (0:0, 0:1) Vizeeuropameister.
Schon mit 18 Jahren hatte Dennstedt seinen ersten Einsatz in der Oberligamannschaft des 1. FC Lokomotive Leipzig. Am 26. Spieltag der Saison 1976/77, dem 21. Mai 1977, wurde er im Spiel FC Carl Zeiss Jena – 1. FC Lok (1:0) über 90 Minuten als Innenverteidiger eingesetzt. In der offiziellen Kaderliste des 1. FC Lok wurde er im Sommer 1977 noch als Schüler aufgeführt. Nach dem Abitur nahm der 1,82 Meter große und 79 Kilogramm schwere Fußballer eine Lehre zum Kraftfahrzeugmechaniker auf, die der gebürtige Leipziger 1980 abschloss.
Nachdem Dennstedt ab 1977 als zentraler Abwehrspieler zum Stammaufgebot der Leipziger gehörte und in den Spielzeiten 1980/81, 1981/82 und 1982/83 jeweils nur eine Oberligapartie verpasste, berücksichtigten ihn die DFV-Trainer beim Neuaufbau der DDR-Olympiaauswahl und 1983 kam der Abwehrspieler in zwei der bis zu seiner Knieverletzung vier ausgetragenen Qualifikationsspielen der DDR-Olympiaauswahl zum Einsatz. Der Olympiaboykott unter Führung der Sowjetunion verhinderte jedoch die Teilnahme ostdeutscher Fußballer am olympischen Fußballturnier 1984 in Los Angeles, die aufgrund seiner gesundheitlichen Situation für ihn persönlich bereits in weite Ferne gerückt war.
Zuvor bekam der Lok-Mannschaftskapitän jedoch aufgrund „hervorragender Form“ zu Beginn der Saison 1983/84 die Chance, sich in der A-Nationalmannschaft zu bewähren. Im Spiel gegen Rumänien am 24. August 1983 in Bukarest stand er in der Anfangself auf seiner Stammposition in der zentralen Abwehr. Nach 67 Minuten wurde er für seinen Leipziger Mannschaftskollegen Matthias Liebers ausgewechselt. Dem Lok-Vorstopper und dem ebenfalls debütierenden Frank Pastor wurde im Fachblatt fuwo „mangelnde Wirkung der Neulinge“ bescheinigt. Weitere Einsätze in der A-Nationalmannschaft gab es im Anschluss an diese Premiere für ihn nicht mehr.
Gehandicapt durch eine schwere Kreuzbandverletzung, die sich Dennstedt am 22. Oktober 1983 im Punktspiel gegen die SG Dynamo Dresden im Zweikampf mit dem damals 17-jährigen Ulf Kirsten zugezogen hatte und eine Operation durch den Lok-Mannschaftsarzt Teo Barth in der Leipziger Universitätsklinik nach sich zog, kehrte er erst an den letzten beiden Spieltagen für zwei jeweils nur wenige Minuten dauernde Auftritte in die Leipziger Oberligamannschaft zurück. Im Verlauf der Saison 1984/85, in der er im Oktober 1984 noch zweimal in der Oberliga für insgesamt 35 Minuten und einmal im UEFA Cup gegen Spartak Moskau zum Einsatz kam, musste Dennstedt seine Laufbahn vorerst unterbrechen. Zu diesem Zeitpunkt standen 141 Oberligapunktspiele und 19 Partien im Europapokal in seiner Leistungsbilanz für den 1. FC Lok.
Mit dem Gewinn des DDR-Fußballpokals 1981 hatte er seinen einzigen Titelgewinn feiern können. Nachdem er ein Ingenieurstudium beendet hatte, wurde er im Frühjahr 1985 zum Armeedienst eingezogen und spielte für eineinhalb Jahre bei der unterklassigen Armeesportgemeinschaft Vorwärts in Storkow, südöstlich von Berlin. Aus der Armee entlassen schloss sich Dennstedt im Herbst 1986 dem Oberligisten Stahl Riesa an. Dort spielte er ab November 1986 in 15 Oberligaeinsätzen zunächst Libero, später Vorstopper. Sein letztes Oberligaspiel bestritt er am 6. Juni 1987, dem letzten Saisonspieltag, gegen seinen ehemaligen Klub 1. FC Lok Leipzig. Vor eigener Kulisse wurde er beim 1:1 als linker Verteidiger eingesetzt.
Im Sommer 1987 wechselte er zum Zweitligisten TSG Markkleeberg, für den er 1987/88 in der Liga zehn Partien absolvierte. Im Sommer 1988 gehörte er weiterhin zum Ligakader der Markkleeberger. Dennstedt kam aber im ostdeutschen Unterhaus für die TSG nicht mehr zum Einsatz.

## Weiterer Werdegang
Nach 1990 war Thomas Dennstedt in der Finanzbranche tätig.